# 玖導成近
玖導　成近（くどう　なるちか、1983年1月3日 - ）は、日本の俳優。秋田県出身。身長は167cm、体重は57kg、血液型はA型。コンプリート☆キッズ所属。

## 人物
- 秋田県出身の俳優。
- 特技は、アクション、テコンドー、スノボ、卓球。
- 資格・免許は、テコンドー1段・普通自動車・中型自動二輪

## 出演

### 映画
- 喧嘩上等　天下高校（2009年公開）
- ストイックガール 完全版（2009年10月公開）
- B-ON（2010年2月公開） - 小林　鋭二役
- B-ON 美女木兄弟戦争篇（2010年4月公開）主演
- 学忍（2010年9月公開）
- B-ON 不良全滅篇（2010年11月公開）
- ブラックスクール裏黒（2011年7月公開）
- ブラックスクール黒白（2011年7月公開）
- ブラックスクール白光（2011年9月公開）
- デスヤンキー中坊篇（2011年9月公開）
- デスヤンキー 高校生篇（2011年11月3日公開）
- デスヤンキー 死闘篇（2011年11月3日公開）
- to-be（2011年12月23日公開）
- ワルガール（2012年6月9日公開）
- 少年ギャング（2012年6月9日公開）主演
- B→ON「死闘篇」（2012年7月28日公開）
- B→ON「決闘篇」（2012年7月28日公開）
- B→ON.R（2012年11月11日公開）
- ヤンキーロード〜10人のヤンキー（2013年2月16日公開）
- ローリングQ（2013年2月16日公開）
- ごくやん〜極道ヤンキーティーチャー（2013年3月30日公開）
- BEN BEN（2013年6月15日公開）
- BEN BEN ZERO~爆裂ヤンキー伝（2013年6月15日公開）主演
- デッド・ヤンキー・デッド（2013年8月24日公開）
- WELLDONE〜極道兄弟（2013年8月24日公開）
- BOMBER~ヤンキーポリス（2013年10月12日公開）
- 喧嘩請負人（2013年12月14日公開）主演
- DEMOLITION（2013年12月14日公開）
- 悪少年(ヤンキー)（2014年1月25日公開）主演
- ギャン×key（2014年3月1日公開）
- クローZ（2014年4月12日公開）
- ごくやん〜突破口篇〜（2014年6月8日公開）
- 少女ギャング（2014年10月5日公開）
- 荒くれKING（2014年11月30日公開）
- シャドー~After the GAKUNIN~（2015年1月17日公開）
- ごくやん〜絆篇〜（2015年3月15日公開）
- ドラゴンヤンキー（2015年3月15日公開）主演
- バッドキング（2015年5月31日公開）
- DEMOLITION（2015年7月25日公開）
- ダる。（2015年9月25日公開）
- G+B（2015年9月12,25日公開）-九鬼弘役

### CM
- ハンゲーム「FIGHTERS CLUB」（2012年）